# René Savatier
Pour les articles homonymes, voir Savatier.
René Savatier, né le 29 mars 1892 à Poitiers et mort le 20 juin 1984 dans la même ville, est un universitaire français catholique et libéral qui a marqué le droit du XXe siècle.

« Il n’est pas d’étudiants, de juristes, de magistrats qui ignorent le nom de René Savatier. Ses ouvrages, ses commentaires de jurisprudence sont universellement connus. »

— Jean Schuhler, commissaire de la République à Poitiers en 1944.
Ses engagements familiaux, religieux et civils en font par ailleurs une personnalité éminemment reconnue.

## Origines
René Savatier est issu d'une famille de juristes depuis plusieurs générations. Son bisaïeul, Auguste Savatier, avocat, a donné sa démission du barreau, pour ne pas prêter serment à la constitution de la monarchie de juillet; son grand-père Jules Savatier, magistrat, est révoqué de la magistrature dans les années 1880, victime de l’épuration républicaine , Son père, Henri Savatier, docteur en droit, lauréat de la Faculté de Paris, est le cofondateur de l'Œuvre des Cercles avec Albert de Mun, Léon Harmel et René de La Tour du Pin, issue du catholicisme social, et a été président de l'Association Catholique de la Jeunesse Française ainsi que directeur de la publication de la revue de l'association. Sa mère, Elisabeth Machet de La Martinière, se rattache au professeur Louis Guillemot qui est considéré comme l'un des corédacteurs du code civil ; elle est aussi l'arrière-petite-fille de Jacques de Liniers, vice-roi du Río de la Plata de 1807 à 1809.

## Mariage et enfants
René Savatier épouse le 11 juillet 1921 à Poitiers Jeanne de Veillechèze de La Mardière, dont il a eu 12 enfants : Jean, Henri (prêtre), Lucien, Elisabeth (religieuse), André, Anne, Paul, Marie, Bernard, Thérèse, Geneviève et Odile, dont certains continueront la tradition familiale.

## Diplômes et carrière universitaire

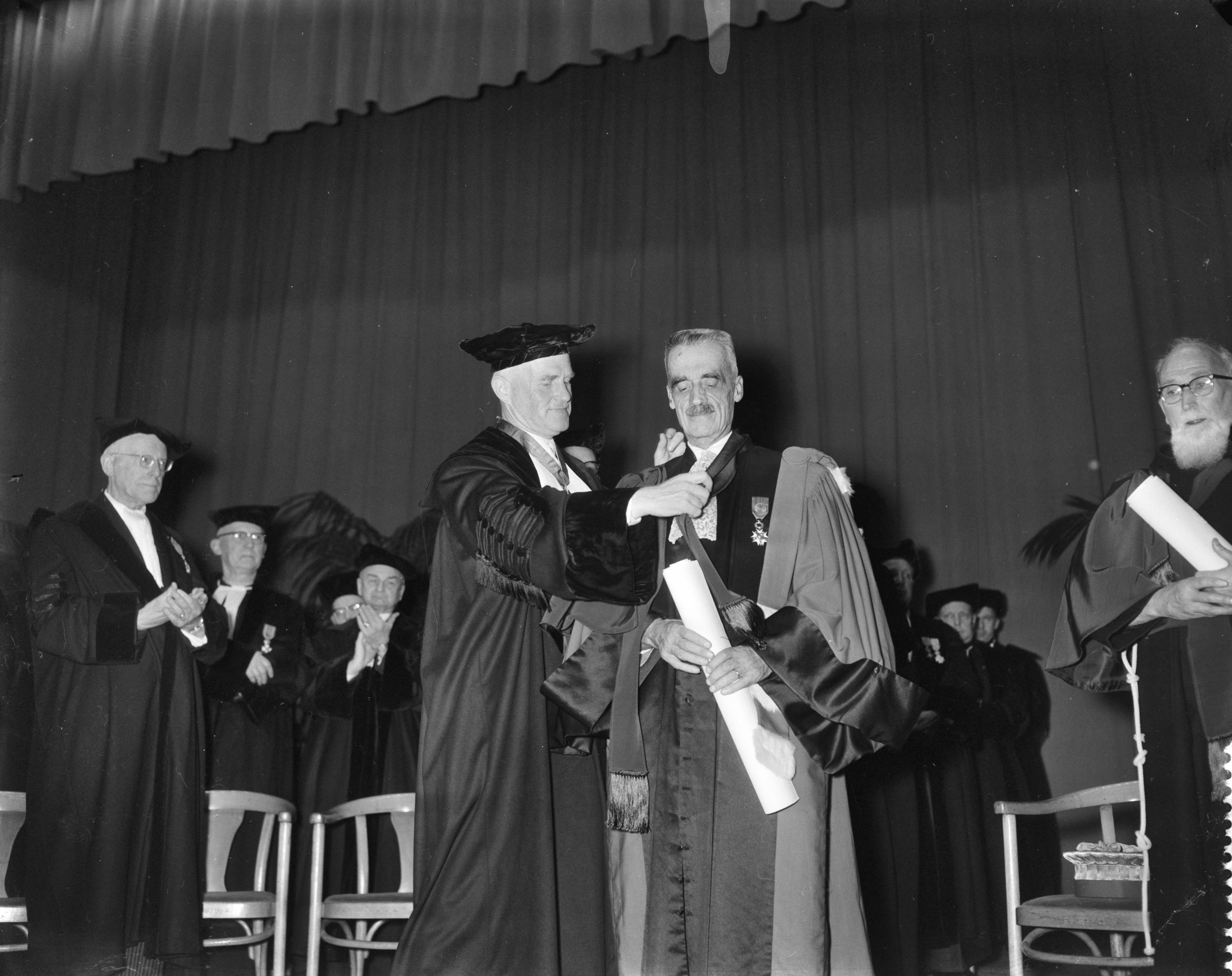
Savatier (1958)

- Docteur en droit de la Faculté de droit de l'université de Poitiers en 1916.
- Chargé de cours à la Faculté de droit de l'université de Bordeaux en 1919-1920.
- Agrégé des facultés de droit (section de droit privé et criminel) en 1920.
- Professeur de droit civil à la Faculté de droit de l'université de Poitiers de 1920 à 1963.
- Professeur invité à l'Université McGill à Montréal, en 1945-1946.
- Doyen de la Faculté de droit et de sciences économiques de l'université de Poitiers, de 1955 à 1959.
- Fondateur de l'Institut d'administration des entreprises de Poitiers.
- Doyen honoraire (1959).
- Professeur honoraire (1964) de la Faculté de droit de l'université de Poitiers.

## Autres engagements
- Maire de Lésigny-sur-Creuse de 1929 à 1953, après son père Henri Savatier, et son grand-père Jules Savatier.
- Vice-président de l'Association des maires de la région châtelleraudaise.
- En 1936, responsable de l'organisation anti-Front populaire dans le département de la Vienne, qui fit élire à la Chambre des députés sous l'étiquette Entente Républicaine cinq députés sur cinq : Jacques Masteau, maire de Poitiers, Aimé Tranchand, dont le fief était Chatelleraudais, Pierre Colomb, candidat agraire, Levesque et Coquilleau, conseillers généraux.
- De 1939 à 1943, délégué départemental du Secours national et du Comité d'Assistance aux Prisonniers de Guerre.
- Le 26 janvier 1941, il reçoit une lettre de Henri Vizioz, professeur de droit à l’université de Bordeaux et, vraisemblablement, à ce moment, conseiller du maréchal Pétain, qui l’invite à prendre ses dispositions pour venir rencontrer Pétain à Vichy [3] : Et il précise : « Confidentiellement, il s’agirait d’occuper une haute fonction, celle de garde des Sceaux. Il y a plusieurs personnes présentées pour ce poste. Vous êtes du nombre. » . Parmi les autres pressentis se trouve Joseph Barthélemy, qui deviendra effectivement ministre de la Justice le 27 janvier 1941
- Le 10 septembre 1942, René Savatier est arrêté dans son domaine des Pâtrières, en début de matinée, par deux policiers allemands accompagnés du soldat interprète de la douane allemande de Lésigny. Au cours de la perquisition qu’ils mènent, ils découvrent 200 cartouches environ, une provision faite pour l’ouverture de la chasse en 1939, mais non entamée car la chasse n'a pas été ouverte cette année-là. Transféré à Poitiers, il est interné à la prison allemande de la Pierre-Levée. Il y est d’abord interrogé par un certain Schulz, magistrat avant la guerre. Ce n’est pas l’existence des cartouches, qui auraient normalement dû être déclarées, qui intéresse ce dernier, mais le degré d’implication de René Savatier dans le réseau Renard, qui vient d’être découvert par les Allemands. Louis Renard est un ancien étudiant de René Savatier, installé comme avoué à Poitiers. Il va rester onze mois en prison.
- À sa sortie de prison, le 1er juillet 1943, René Savatier repris ses activités clandestines et devint, le 4 août 1944, Président du Comité départemental de libération de la Vienne [4]
- A ce titre, il a accueilli les Forces Françaises de la Résistance, le jour de la Libération de Poitiers le 5 septembre 1944. Il fut parmi les rares intellectuels catholiques français à faire partie d'un comité de libération[5].
- Il démissionna de ses fonctions pour marquer son hostilité à la réforme de l'enseignement qui notamment ne permettait plus aux parents de confier leurs enfants aux maîtres de leur choix.
- En septembre 1945, il fut chargé par René Capitant, ministre de l’Éducation nationale, d’une mission de représentation du gouvernement de Gaulle issu de la Libération. Professeur invité à l’université McGill, il dut donner à travers tout le Canada des conférences sur la Résistance française qui avait une mauvaise image dans ce pays.
- Propriétaire exploitant du domaine viticole du château du Rouët au Muy dans le Var.

## Décorations et honneurs
- Docteur honoris causa de l'Université McGill à Montréal (1945)
- Docteur honoris causa de l'Université de Louvain (1948)
- Docteur honoris causa de l'Université de Liège (1951)
- Docteur honoris causa de l'Université de Montréal (1952)
- Docteur honoris causa de l'Université de Bruxelles (1954)
- Docteur honoris causa de l'Université Radboud de Nimègue (1958)
- Docteur honoris causa de l'Université de Deusto Bilbao(1970)
- Docteur honoris causa de l'Université de Bâle (1973)
- Membre Correspondant de l'Institut de France (Académie des sciences morales et politiques) (1960)
- Membre à titre étranger de l'Académie royale de Belgique (1968)
- Officier de la Légion d'honneur (1953)
- Officier de l'ordre de la Santé publique (1956)[6]
- Commandeur de l'ordre des Palmes académiques (1962)
- King's Medal for Courage in the Cause of Freedom (GB 1945
- Chevalier de l'ordre de Saint-Grégoire-le-Grand (1971)

Une rue de Poitiers porte son nom ainsi qu'une salle d'Audience de la Cour d'Appel de Paris.

## Ouvrages et publications
De 1930 à 1981, il a publié 22 ouvrages en librairie. Tout titres cumulés il connait 16 rééditions parmi lesquels :
- La responsabilité générale du fait des choses que l'on a sous sa garde a-t-elle pour pendant une responsabilité générale du fait des personnes dont on doit répondre? (Recueil hebdomadaire de jurisprudence Dalloz, chronique 85, 1933)
- Dalloz. Nouveau dictionnaire pratique de droit, par R. Savatier... avec le concours de professeurs des facultés de droit et de praticiens par René Savatier (1933)
- L'exception de nécessité en droit civil, préface de René Savatier, par René Savatier et Roger Pallard (1948)
- Les Métamorphoses économiques et sociales du droit civil d'aujourd'hui par René Savatier (1948). La description que l'ouvrage fait des évolutions du droit civil lui vaut d'être critiqué par le Professeur Georges Ripert dans Les Forces créatrices du droit (1955).
- Traité de la responsabilité civile, 2 vol. (Librairie générale du droit, 2e édition-1951)
- Du droit civil au droit public (Librairie générale du droit, 2e édition-1950)
- Cour de droit international privé (Librairie générale du droit, 2e édition-1953)
- Traité de droit médical, (Éditions Techniques 1956) en collaboration avec Jean Savatier
- Les métamorphoses économiques et sociales du droit civil d'aujourd'hui : 3e édition par René Savatier (1964)
- La Théorie des obligations : Vision juridique et économique, par René Savatier (1967)
- Le Droit, l'amour et la liberté (Librairie générale du droit, 2e édition-1963)
- Les Baux ruraux : droit, pratique et économie par René Savatier (Dalloz -1973)
- Le Droit comptable au service de l'homme par René Savatier et Daniel Gutmann (broché - 24 novembre 2005)
- Droit des affaires en collaboration avec MM. Jean Savatier et Jean-Marie Leloup (Librairie Sirey, 4e édition-1974)

Il convient d'ajouter à cela dans différentes revues juridiques françaises :
- 10 articles et 277 chroniques dans la Revue trimestrielle de droit civil.
- 252 notes ou chroniques dans La Semaine juridique
- 405 contributions à des revues diverses
- 509 au Dalloz